# Krasiński II Hrabia

Herb Wincentego Krasińskiego z 1811 roku

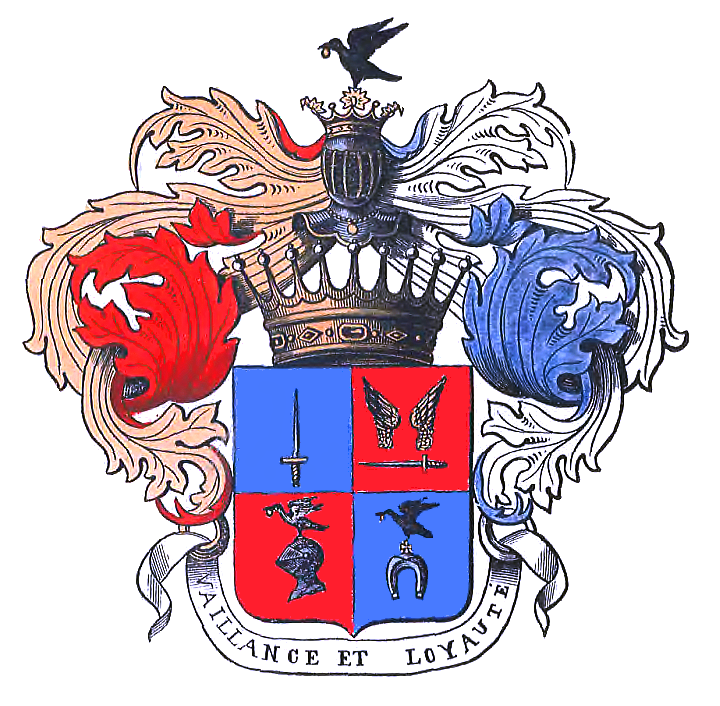
Herb Wincentego Krasińskiego zatwierdzony w 1837 w Królestwie Polskim

Herb Huberta Antoniego Krasińskiego z 1882 roku

Krasiński II Hrabia − polski herb szlachecki, hrabiowska odmiana herbu Ślepowron.

## Opis herbu
Opis z wykorzystaniem klasycznych zasad blazonowania, numeracja herbów pochodzi od Ostrowskiego:
Herb hr. Wincentego Krasińskiego z 1811, Krasiński II Hrabia: Tarcza francuska, nowoczesna, dzielona w krzyż. W polu I, błękitnym, miecz srebrny o rękojeści złotej; w polu II, czerwonym, pod dwoma skrzydłami złotymi o pięciu piórach miecz srebrny o rękojeści złotej w pas w prawo; w polu III czerwonym, na hełmie stalowym w prawo (typu żabi pysk) kruk czarny z pierścieniem złotym o oczku czerwonym ku górze; w polu IV, błękitnym na podkowie srebrnej z zaćwieczonym krzyżem złotym kruk w prawo czarny z pierścieniem złotym z oczkiem czerwonym ku górze. Nad tarczą biret czarny, z podbiciem gronostajem odwrotnym i pięcioma piórami strusimi (biret hrabiego Cesarstwa). Z biretu labry złoto-srebrne. Pod tarczą wstęga z dewizą: VAILLANCE ET LOYAUTE.
Herb hr. Wincentego Krasińskiego z 1837, Krasiński II Hrabia: Tarcza jak powyżej. Nad tarczą korona hrabiowska, nad którą hełm z klejnotem: kruk czarny z pierścieniem w dziobie jak na tarczy. Labry z prawej czerwone, podbite złotem, z lewej błękitne, podbite srebrem. Pod tarczą dewiza jak wyżej.
Krasiński III Hrabia: Inna dewiza: NEMINI PRÆDAE SIMUS.
Herb hr. Huberta Krasińskiego z 1882, Krasiński IV Hrabia: Jak powyżej, ale herb na tarczy francuskiej starszego typu i inna dewiza: AMOR PATRIÆ NOSTRA LEX.

## Najwcześniejsze wzmianki
Pierwotnie tytuł hrabiowski Cesarstwa Francuskiego razem z odmienionym herbem Ślepowron otrzymał od Napoleona Wincenty Krasiński w 1811. Następnie, ten sam Wincenty otrzymał potwierdzenie herbu (z usunięciem cech charakterystycznych heraldyki napoleońskiej) w Królestwie Polskim 17 maja 1837. Powołując się na bardzo odległe pokrewieństwo z Wincentym, potwierdzenie tytułu hrabiowskiego wraz z herbem czteropolowym otrzymał 18 września 1882 w Galicji Hubert Antoni Krasiński. Hubert Antoni i Wincenty mieli wspólnych przodków dopiero w XVII wieku, w osobie Franciszka Krasińskiego i Zofii Garczyńskiej. Hubert był także spokrewniony z Augustem i Piotrem, którzy otrzymali tytuł i herb Krasiński Hrabia w 1856. Ich wspólnymi przodkami byli żyjący w XVI wieku Andrzej Jan Krasiński i Katarzyna z Mrokowa i Miszewa. Fakt ten, obok patentu szlacheckiego z 1775 był wedle Huberta podstawą do wystąpienia o zatwierdzenie tytułu.

## Herbowni
Jedna rodzina herbownych:
comte Krasinski, comte Corwin Krasinski (Francja), hrabia Krasiński (Królestwo Polskie), graf Krasiński von Korwin (Galicja).